# از سر راهم برو کنار
«از سر راهم برو کنار» (به انگلیسی: Get Outta My Way) تک‌آهنگی از هنرمند اهل استرالیا کایلی مینوگ است که در سال ۲۰۱۰ میلادی منتشر شد. این تک‌آهنگ در آلبوم آفرودیته (آلبوم) قرار داشت.